# Changchengornis
Changchengornis is een geslacht van uitgestorven vogels uit het Vroeg-Krijt van het huidige China, behorend tot de groep van de Pygostylia. De enige benoemde soort is Changchengornis hengdaoziensis.

## Vondst en naamgeving
Eind jaren negentig verwierf het National Geological Museum of China te Beijing een aantal exemplaren van de veel gevonden soort Confuciusornis. In 1998 viel het de bezoekende Amerikaanse paleontoloog Luis Chiappe op dat een van de specimina toch wat afwijkend was. Nader onderzoek, na een verdere preparatie door het American Museum of Natural History, wees uit dat het inderdaad om een aparte soort ging.
In 1999 benoemden Chiappe, Ji Qiang en Ji Shuan de typesoort Changchengornis hengdaoziensis. De geslachtsnaam combineert de naam van de Grote Muur, changcheng, met een Klassiek Grieks ὄρνις, ornis, 'vogel'. De soortaanduiding verwijst naar de Hengdaoziafzetting.
Het holotype GMV 2129a/b is bij het dorp Jianshangou in de provincie Liaoning gevonden in de Jianshangoulagen van de Hengdaoziafzetting van de Yixianformatie, die dateren uit het Barremien-Aptien, ongeveer 125 miljoen jaar oud. De lagen werden indertijd ook wel aangeduid als een 'Chaomidianziformatie'. Het bestaat uit een plaat en tegenplaat van een vrijwel volledig maar platgedrukt skelet, inclusief omvangrijke resten van het verenkleed. Verschillende wervels uit de nek en de ruggengraat ontbreken alsmede sommige elementen van de hand. Het is het enige exemplaar dat ooit formeel aan Changchengornis is toegewezen hoewel in de fossielenhandel wel stukken onder die naam aangeboden worden.

## Beschrijving
Changchengornis lijkt sterk op Confuciusornis, met een korte tandeloze kop en een spitse snavel. In grootte komt het holotype overeen met de kleinste exemplaren van Confuciusornis. De dijbenen hebben een lengte van 33,46/ 33,02 millimeter. Het lichaam is nog geen vijftien centimeter lang. De verbening lijkt echter aan te tonen dat het niet om een zeer jong dier gaat. Dat betekent dat de soort vermoedelijk kleiner is dan Confuciusornis.
In het beschrijvende artikel en in een later dat jaar verschenen algemeen artikel over de confuciusornithiden zijn enkele kenmerken vastgesteld waarin Changchengornis zich van Confuciusornis onderscheidt. De meest opvallende eigenschappen is de naar beneden gerichte punt van de bovenkaak. Wellicht was de bovensnavel licht haakvormig. Het kan zijn dat de onderkaken iets korter zijn dan de bovenkaken maar dat is lastig vast te stellen omdat die laatste in het fossiel gebroken zijn. De snuit als geheel is vrij kort en maakt minder dan 40 procent van de schedellengte uit. In de onderkaak buigt het surangulare achter de buitenste zijopening sterk omhoog. Het vorkbeen draagt aan de voor- en achterkant groeven; het heeft een verhoging op de middelste achterkant. Het borstbeen heeft aan de achterste zijkant een nauwer uitsteeksel, hoewel dit bij sommige exemplaren van Confuciusornis ook voorkomt. De deltopectorale kam op het opperarmbeen is niet doorboord maar dit kan een rijpingskenmerk zijn. Het eerste middenhandsbeen heeft meer dan 40 procent van de lengte van het tweede middenhandsbeen. Het eerste en tweede kootje van de tweede vinger zijn ongeveer even lang. Het derde en vierde middenvoetsbeen zijn onderaan vergroeid. De middenvoet is niet uitgehold aan de achterkant. De eerste teen is relatief lang, hoewel binnen de variatiebreedte van Confuciusornis.
Niet al deze kenmerken zijn echte unieke afgeleide eigenschappen, autapomorfieën, van Changchengornis: sommige zijn oorspronkelijk, plesiomorf, voor de vogels als geheel, andere, zoals het ontbreken van het gat in de deltopectorale kam, komen ook voor bij Eoconfuciusornis. Een later vastgestelde eigenaardigheid is dat het opperarmbeen ongeveer even lang is als het dijbeen.
Het verenkleed toont de twee lange staartveren die ook bekend zijn van Confuciusornis. Wellicht was het holotype dus een mannetje. De veren van de kop liggen bij het fossiel wijd gespreid; dat heeft tot de suggestie geleid dat het dier een soort kuif zou dragen maar is vermoedelijk slechts een artefact van de conservering.

## Fylogenie
Changchengornis is in 1999 in de Confuciusornithidae geplaatst; het was toen de tweede bekende confuciusornithide. Volgens sommige analyses is hij nauwer verwant aan Confuciusornis dan aan Eoconfuciusornis maar dat is hoogst onzeker.